# Кортесы

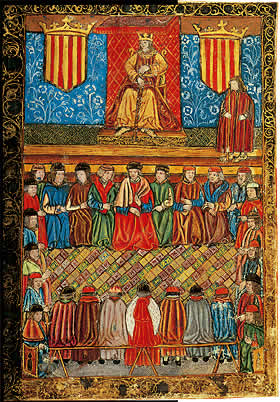
Каталонские кортесы. Средневековая миниатюра

Ко́ртесы (исп. cortes — дворы) — в средневековой Испании региональные сословно-представительные собрания, с XIX века — парламент в Испании и Португалии. Первые кортесы были созданы в 1137 году в Кастилии.
Первоначально в кортесах могли участвовать только дворяне и духовенство. Горожане получили представительство в кортесах в 1188 году. Большое значение они опять получили при Кадисских кортесах.
В 1814—1820 годах и с 1823 по 1834 годы кортесы уступили место абсолютизму; в 1836 году кортесы принимали участие в составлении новую конституцию, в 1845 году переделанную в консервативном духе, а в 1856 году снова подвергшуюся переделке чрезвычайными кортесами.
После революции 1868 года учредительное собрание кортесов составило комиссию для подготовки конституции, изданной 6 июня 1869 года. После отречения Амадея кортесы провозгласили республику, но не успели выработать проект её организации.
Испанская конституция 1931 года демократизировала избирательное право. На выборах в кортесы 1936 года победил Народный фронт. Во франкистской Испании были уничтожены все демократические учреждения, в том числе выборные кортесы. В 1942 году были созданы так называемые совещательные кортесы. Их членами (прокурадорами) являлись по должности министры и другие высшие должностные лица, члены национального совета Фаланги, мэры 50 городов, избираемые на три года представители корпораций, местных органов власти и т. д., а также 50 членов, назначаемых непосредственно Франко из правящей верхушки и лиц, оказавших услуги диктатуре. По Органическому закону 1966 года 104 из 564 депутатов стали избираться на три года главами семей и замужними женщинами.

## В Португалии
В Португалии кортесы издавна участвовали в законодательстве. После обретения независимости от Испании (1640 год) кортесы собирались реже. После буржуазной революции в 1911 году кортесы были заменены Конгрессом Республики Португалия.